# Liste des districts dans le borough londonien de Barking et Dagenham
Ceci est une liste des districts du Borough londonien de Barking et Dagenham.
Les zones de code postal de Barking et Dagenham sont IG et RM.

Barking et Dagenham dans le Grand Londres

## District
| District           | Ville postale | Zone du code postal/District | Coordonnées                 | OS grid ref |
| ------------------ | ------------- | ---------------------------- | --------------------------- | ----------- |
| Barking            | BARKING       | IG11                         | 51° 32′ 10″ N, 0° 04′ 37″ E | TQ440840    |
| Barking Riverside  | BARKING       | IG11                         | 51° 31′ 16″ N, 0° 06′ 32″ E | TQ464823    |
| Becontree          | DAGENHAM      | RM                           | 51° 32′ 53″ N, 0° 08′ 31″ E | TQ485855    |
| Becontree Heath    | DAGENHAM      | RM                           | 51° 33′ 47″ N, 0° 09′ 07″ E | TQ493871    |
| Castle Green       | DAGENHAM      | RM                           | 51° 31′ 59″ N, 0° 07′ 19″ E | TQ472837    |
| Chadwell Heath     | ROMFORD       | RM6                          | 51° 34′ 30″ N, 0° 08′ 38″ E | TQ485885    |
| Creekmouth         | BARKING       | IG11                         | 51° 31′ 08″ N, 0° 05′ 56″ E | TQ457820    |
| Dagenham           | DAGENHAM      | RM                           | 51° 32′ 20″ N, 0° 08′ 31″ E | TQ485845    |
| Dagenham Riverside | DAGENHAM      | RM                           | 51° 31′ 16″ N, 0° 08′ 46″ E | TQ489824    |
| Marks Gate         | ROMFORD       | RM6                          | 51° 35′ 35″ N, 0° 08′ 38″ E | TQ485905    |
| Rush Green         | ROMFORD       | RM                           | 51° 33′ 43″ N, 0° 10′ 16″ E | TQ505870    |
| Thames View        | BARKING       | IG11                         | 51° 31′ 44″ N, 0° 06′ 14″ E | TQ460831    |

## Circonscriptions électorales
Le borough est divisé entre Abbey, Alibon, Becontree, Chadwell Heath, Eastbrook, Eastbury, Gascoigne, Goresbrook, Heath, Longbridge, Mayesbrook, Parsloes, River, Thames, Valence, Village and Whalebone wards.

## Référence
- (en) Cet article est partiellement ou en totalité issu de l’article de Wikipédia en anglais intitulé « List of districts in the London Borough of Barking and Dagenham » (voir la liste des auteurs).